# 葉克家
葉克家（1956年12月20日—）台灣水利工程學者，國立交通大學土木工程學系退休教授，曾任於該系之系主任。

## 教職
- 國立交通大學 土木工程學系 榮譽退休教授[2]
- 國家災害防救科技中心(NCDR) 洪旱災害防治組 召集人[3]
- 國立陽明交通大學 防災與水環境研究中心 教師[4]

## 學歷
- 美國愛荷華大學 土木及環境工程 博士 (1990)
- 國立台灣大學 土木工程水利組 碩士 (1980)
- 國立成功大學 水利工程 學士 (1978)

## 經歷
- 國立交通大學 教授（1997 - 2021）
- 國立交通大學 土木工程學系 系主任（2008 - 2010）
- 國立交通大學 副教授（1991 - 1997）
- 財團法人中興工程顧問社 水工部 工程師 （1982 - 1987）

## 領域
- 水利工程
- 輸砂力學
- 河川水力學
- 水工試驗